# Mika Poutala
Mika Kristian Poutala (ur. 20 czerwca 1983 w Helsinkach) – fiński łyżwiarz szybki i polityk, poseł do Eduskunty, od 2025 minister sportu i młodzieży.

## Życiorys
Trenował łyżwiarstwo szybkie. Największe sukcesy w karierze osiągał w sezonach 2005/2006 i 2007/2008, kiedy zajmował drugie miejsce w klasyfikacji końcowej Pucharu Świata na 100 m. W pierwszym przypadku wyprzedził go tylko Japończyk Yūya Oikawa, a w drugim lepszy okazał się Lee Kang-seok z Korei Południowej. Ponadto w sezonie 2009/2010 zajął trzecie miejsce w klasyfikacji końcowej PŚ na 500 m, ulegając Tuckerowi Fredricksowi z USA i Holendrowi Janowi Smeekensowi. W zawodach PŚ zadebiutował 8 marca 2002 w Inzell, zajmując dziewiętnaste miejsce w biegu na 5000 m. Pierwszy raz na podium stanął 17 grudnia 2005 w Inzell, wygrywając bieg na 100 m. Jeszcze dwanaście razy plasował się w pierwszej trójce, w tym 4 grudnia 2009 w Calgary wygrał bieg na 500 m.
W 2006 wziął udział w igrzyskach olimpijskich w Turynie, zajmując 22. miejsce na 500 m i 26. miejsce na 1000 m. Na rozgrywanych cztery lata później igrzyskach olimpijskich w Vancouver był odpowiednio 5. i 8. Startował także na igrzyskach olimpijskich w Soczi w 2014, zajmując 29. miejsce na 500 m. W 2018 był 4. na 500 m i 16. na 1000 m podczas igrzysk olimpijskich w Pjongczangu.
Na dystansie 500 m zajął czwarte miejsca podczas mistrzostw świata w Richmond w 2009 i na rozgrywanych dwa lata później mistrzostwach świata w Inzell. W walce o medal lepszy okazał się w pierwszym przypadku Chińczyk Yu Fengtong, a za drugim razem Jan Smeekens. Czwartą pozycję Mika Poutala zajął także na mistrzostwach świata w wieloboju sprinterskim w Calgary w 2012, gdzie rywalizację o podium przegrał z Mo Tae-bumem z Korei Południowej. W 2018 zdobył srebrne medale w biegu na 500 m i w sprincie drużynowym na mistrzostwach Europy w Kołomnie. Mistrz Finlandii w wieloboju sprinterskim z lat 2004, 2007, 2008, 2010, 2013 i 2015.
W 2018 zakończył sportową karierę, zajął się prowadzeniem działalności gospodarczej. Dołączył do Chrześcijańskich Demokratów, w 2021 został wybrany na radnego Espoo. W 2023 uzyskał mandat posła do Eduskunty z regionu Uusimaa. W tym samym roku został pierwszym wiceprzewodniczącym swojej partii.
W czerwcu 2025 objął urząd ministra sportu i młodzieży w rządzie Petteriego Orpa.